# 饲料鱼

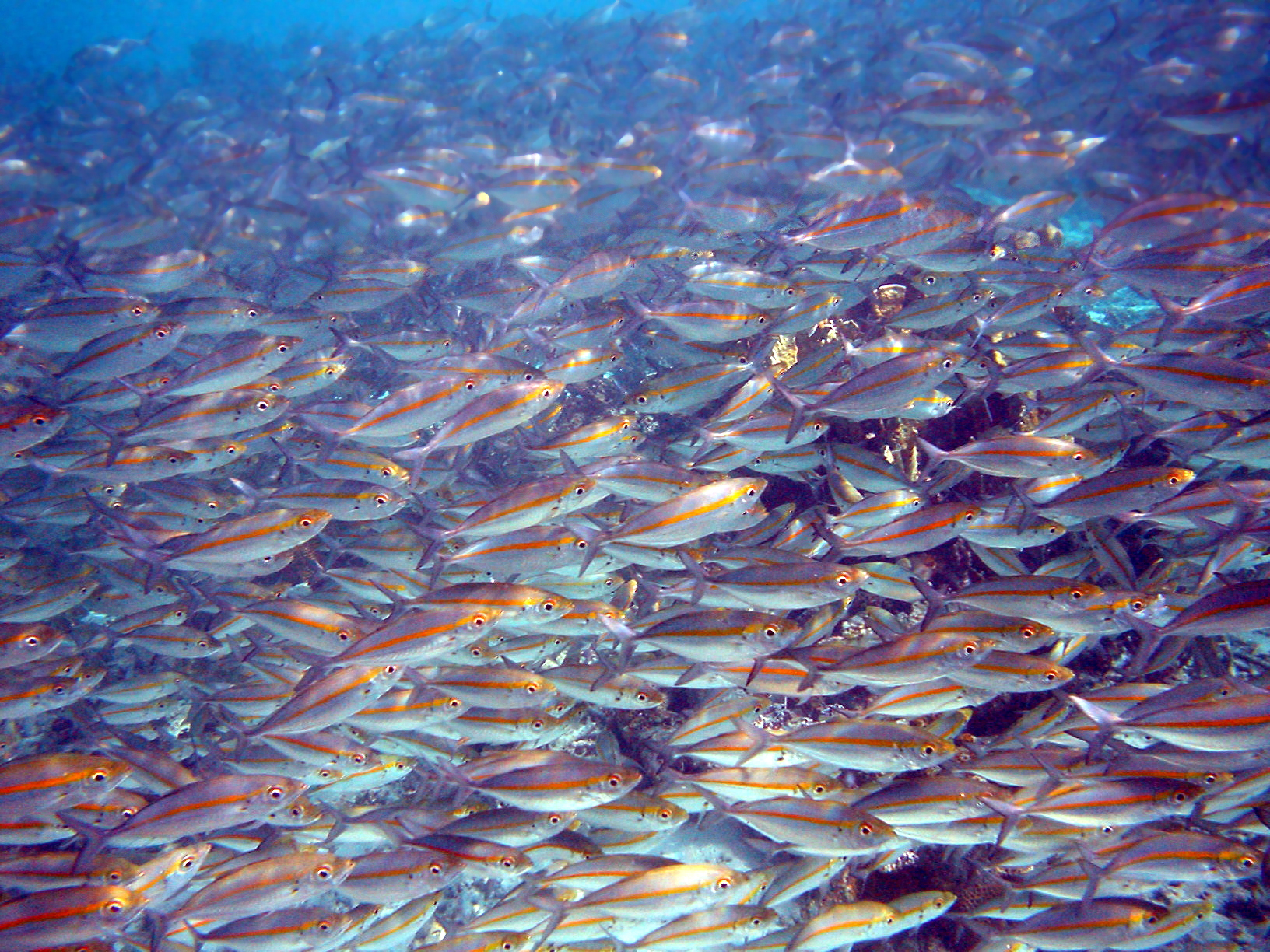
金带乌尾鮗，一种小型海洋饲料鱼，用集群游动的策略来抵御捕食者

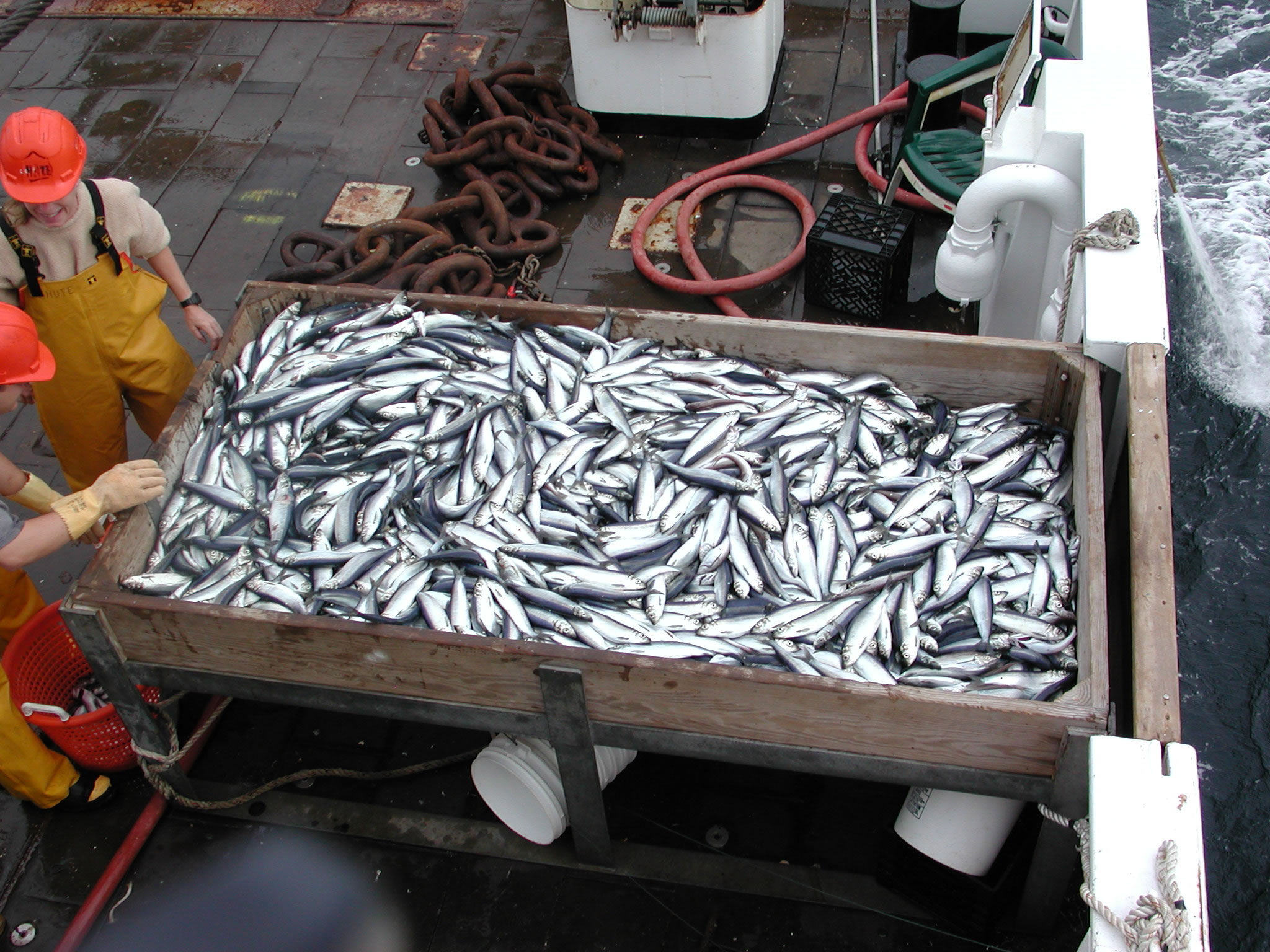
被商业捕捞的鲱鱼

饲料鱼（英語：forage fish）也称猎物鱼（prey fish）是处在食物网中下层、被更大的捕食者（比如掠食性鱼类、海洋哺乳动物、海鸟等）所猎食的远洋鱼类，广义上还可能包括其它水生动物（比如头足动物和所谓的“壳鱼”）。饲料鱼通常是水域生态系统中的一二级消费者，主要以浮游生物和微型无脊椎动物为食。
饲料鱼通常会聚集形成庞大的鱼群来弥补个体身小体弱的劣势，增加被天敌袭击时的存活率，并采用同步游泳的方式来滤食水中的浮游生物。许多饲料鱼还会和其它物种一起组成庞大的混合群体，并且进行迅游和长距离迁徙。饲料鱼群在水域生态系统（特别是海洋生态系统）中起到浓缩生物能和生物质的重要功能，是维持生态平衡的核心环节。
渔业有时也会商业捕捞饲料鱼，其中一部分作为食用鱼或用来生产鱼油，但大部分是作为鱼食用来喂养其它更有经济价值的水产养殖鱼类（比如鲑鱼）或制成鱼粉来生产畜牧业所需的混合饲料。这使得许多渔业学专家感到担心，因为饲料鱼其实可以算作水中的基石物种，人为移除大量此类鱼群（甚至过度捕捞）会严重破坏生态平衡，甚至导致整个食物网因失衡而崩溃，反而会损坏渔场的长期可持续性。

## 饲料鱼与饵料鱼
饲料鱼有时候会被和饵料鱼（bait fish）和喂料鱼（feeder fish）混为一谈，而三者虽然定义有交集，但其实并不相同。
饵料鱼是休闲捕鱼群体中使用的术语，专指钓鱼时用作活饵来诱引游钓鱼的小鱼，有些商业捕鱼者也会使用饵鱼用来进行延绳捕鱼和渔梁捕捞；饲料鱼则是渔业术语，用来形容有商业价值的小型食用鱼或对维持渔场生态可持续性较为重要的中小型群居鱼类。许多饲料鱼都可以用来作为饵鱼，但并不是所有的饵鱼都是自然中的饲料鱼。
喂料鱼是水族饲养群体和水产养殖中使用的术语，指用来作为肉类食料或鱼粉来喂养其它圈养动物的鱼类，通常是已经死亡的鱼，但也可能以活食的形式扔入饲养水域让其被捕食。许多自然界的饲料鱼都可能被成批量捕捉或养殖并用作喂料鱼。

## 食谱

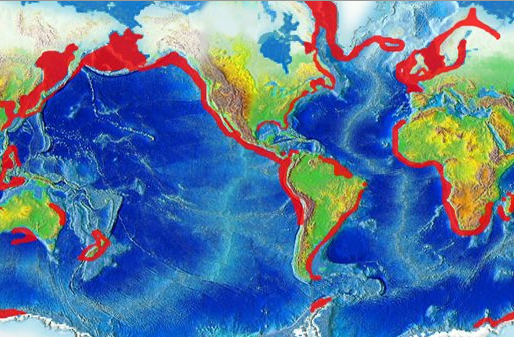
沿岸的上升流（红色）可以为饲料鱼提供富有浮游生物的觅食场所

饲料鱼是杂食动物，在食物网中属于初级消费者和二级消费者的位置。它们大部分是滤食性动物，主要食物是浮游生物，在游动时吞水并依赖鳃上的过滤结构将水中的浮游物截获。其中一些体型较大的饲料鱼也会投机吞食其它更小的鱼类和无脊椎动物（比如磷虾和海蝶），因此也可能会占据三级消费者的位置。有些饲料鱼也会啃食海草，并且会根据每天时段不同改变食物选项，甚至在夏天食肉、冬天食素。
因为饲料鱼主要以浮游生物为食，因此它们对水温和洋流和潮汐的走向十分敏感。饲料鱼通常会组成密集但缓慢的庞大鱼群，张着嘴在水中统一游弋。这种群行行为可以在一定程度能增加整个群体摄取浮游物的成功率，也可以在遇到捕食者时增加个体的存活率。在白天，许多饲料鱼群通常会留在深水躲避捕食者，到晚间和低光时段才来到水面区域觅食。

## 海水种群
海洋中的饲料鱼通常是小型油性鱼类，比如鲱鱼、鳀鱼、大鳞油鲱、毛鳞鱼、胡瓜鱼、玉筋鱼、鱵鱼、狭鳕、银鳕和幼年的平鲉等。其中鲱鱼是非常重要的经济鱼种，经常以沙丁鱼的名义在市场上销售。
在渔业运作中，“饲料鱼”泛指一切可以被掠食者捕杀的猎物，因此许多无脊椎动物（比如乌贼、虾类、甚至磷虾）也会被包括在“饲料鱼”的范畴内。。
|        |          |          |
| 鳀鱼   | 银磷乌贼 | 大鳞油鲱 |
|        |          |          |
| 沙丁鱼 | 虾类     | 磷虾     |

饲料鱼通过吞食开放水域浮游的桡足类、糠虾和磷虾来摄取生物质和生物能，随后再被营养级更高的捕食者吃掉，是海洋中连接食物链上下层营养和能量传递的主要转换者和搬运者。饲料鱼的重要性在于其庞大的数量和迁徙速度。因为这些鱼类通常活动在没有掩体保护的开放海域，所以集群行动和较强的繁殖力是它们赖以生存的保障。也因此原因，饲料鱼虽然数量大但是品种却相对较少，海洋中的生产者和顶级掠食者的种类数量都多过饲料鱼。

### 海洋食物网

海洋生态塔

饲料鱼在海洋食物网中占据中心位置，属于中段营养级的物种，在生态塔中起到承上启下传递生物质的作用。
生物塔营养级的基层是负责初级生产的自养生物（生产者），负责通过光合作用或化合作用将环境中的无机物转换成可被生态系统利用的有机物。在海洋中, 这种初级生产的生物过程大多由浮游植物完成，其中大部分是藻类（包括单细胞的浮游藻和多细胞的海藻），其余的有海草等水生维管植物。体型较大的生产者（海藻和海草）需要附着固定在海底的同时仍能接收到日光，因此只能在临岸浅水区透光带生长，所以海洋中绝大部分地区的初级生产是由微观的浮游藻通过光合作用来完成。这些浮游藻用肉眼基本上无法看到，除非聚集数量庞大时能够将海水映出绿色。
浮游植物中最重要的群体是矽藻和双鞭毛虫，其中为海洋贡献了45%初级生产的矽藻尤其重要。矽藻通常以微观形态出现，但其中一些物种可以达到2（0.079英寸）的长度。
|          |          |      |
| 浮游植物 | 双鞭毛虫 | 矽藻 |

生物塔第二营养级的物种（初级消费者）主要包括进食浮游植物的各种浮游动物，包括各种小型甲壳动物和刚孵化的鱼苗等。它们绝大多数都是滤食性动物，用自身的附肢或鳃上的细毛来过滤水中漂过的浮游植物。绝大多数浮游动物几乎没有稍微长距离的行动能力，只能随着潮汐和洋流随波飘荡，但有些具有少量躲避捕食者的跳动能力。浮游动物的寿命很短，因此繁殖能力很强（r选择策略），种群数量在环境条件好时甚至可以每天增加三成。浮游动物与浮游植物一起形成了所有海洋生态系统的基础，也是世界上绝大多数渔场赖以生存的底层资源。
这些浮游生物中尤其重要的是桡足类和磷虾。桡足类是海洋中最大的蛋白质来源，也是饲料鱼主要的食物来源。磷虾仅次其后，并且因为体型相对较大有时还会占据二级消费者（第三营养级）的位置杂食其它小型浮游动物，是海洋中除了饲料鱼以外还是头足类和须鲸的主要食源。
|        |      |      |        |        |
| 桡足虫 | 磷虾 | 浮蚕 | 韦氏蝛 | 小头鱿 |

### 集群行为
饲料鱼的名称来源于它们所在海洋食物链中的位置，因鱼群的数量庞大使其成为更大的掠食者（特别是一些被渔业关注的大型鱼种）的理想食源（“饲料”）。依赖饲料鱼为食的海洋捕食者包括金枪鱼、鲑鱼、条纹鲈、鳕鱼、鲹鱼、鲯鳅、梭鱼、剑鱼、海豚、鼠海豚、海豹、海狮和海鸟，此外还有更顶层的捕食者比如鲨鱼和鲸鱼（包括齿鲸和须鲸）。当饲料鱼被大型捕食者吃掉后，它们从浮游生物中获取的生物能和生物质也被传到了捕食者身上，因此起到了连接营养级的关键作用。
|        |      |        |
| 鲔鱼   | 鲨鱼 | 条纹鲈 |
|        |      |        |
| 豹海豹 | 海豚 | 大鲣鸟 |

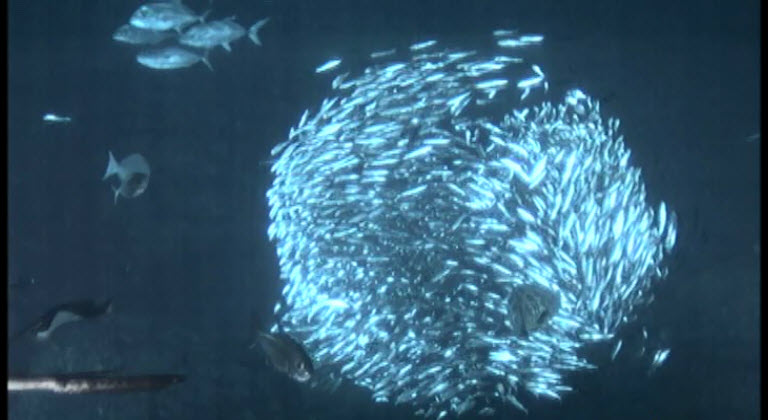
沙丁鱼聚成的饵球

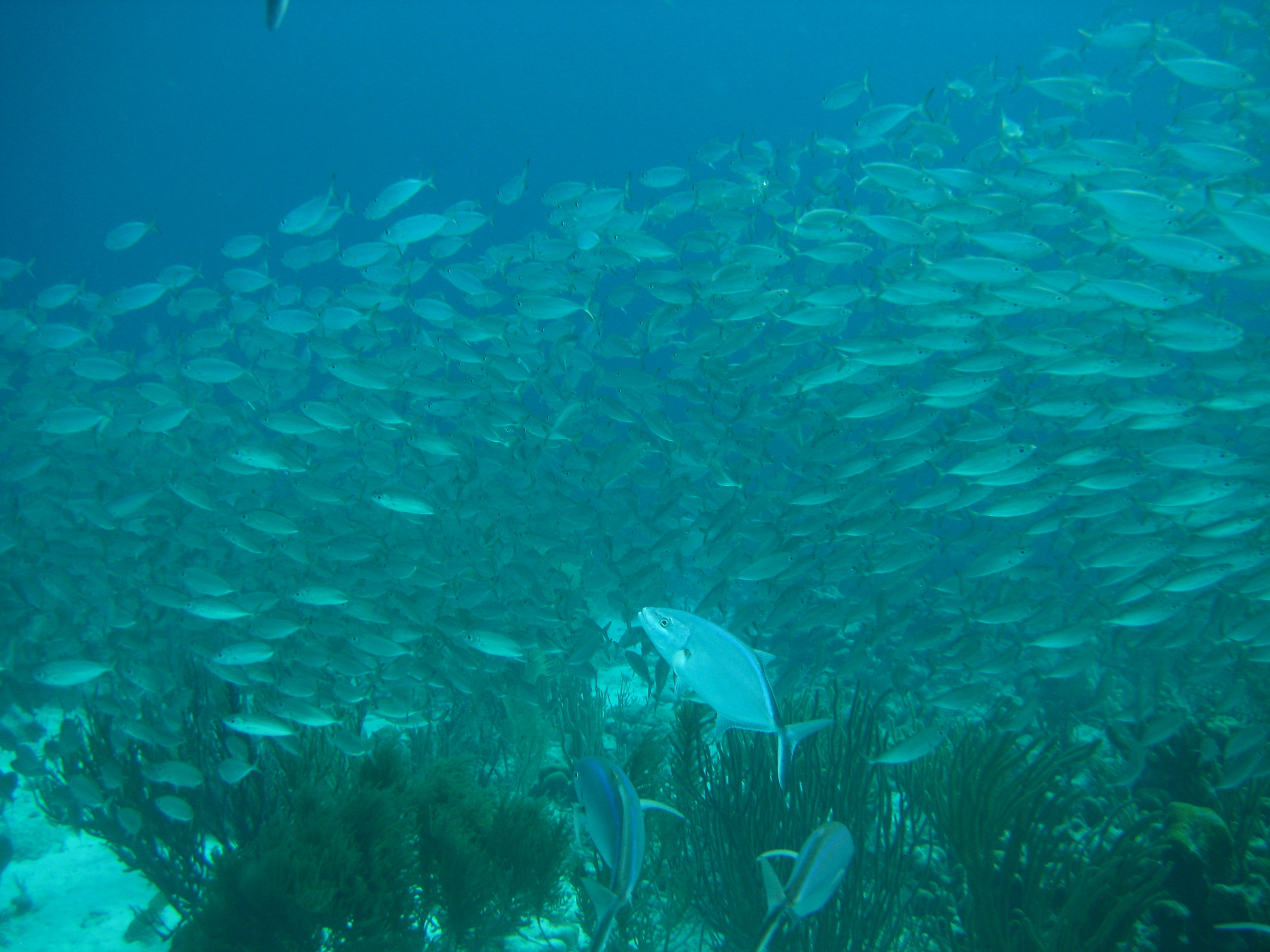
饵球中的鱼集体躲避红鲹侵入

因为在远洋带的开放水域没有掩体藏身，饲料鱼群无时无刻不被捕食者攻击。当受到威胁时，饲料鱼通常会出于本能的聚集在一起形成密集的鱼群团，俗称“饵球”（bait ball）。海洋中的饵球直径可达20（66英尺），但通常维持时间不会超过20分钟。在饵球中央的饲料鱼被捕食者捉到的概率远低于饵球外围或在空旷水域落单的个体，而且周别有大量的同类也会干扰捕食者的注意力，这这其实分担了风险并增加了每条鱼幸存的概率。
鲱鱼是群聚最壮观的饲料鱼之一，有些鱼群体积被测超过4立方（0.96立方英里），包括大约40亿条鱼。这些鱼群会沿着海岸线移动并跨越开放海域，有着非常准确的鱼体分布并可以保持相对一致的移动速度，遇到天敌时也可以迅速做出反应。这种复杂群体行为的原理目前尚未被完全理解，但被提出的假说包括集群更易于导航、更有利于捕食有一定躲避能力的浮游生物、干扰天敌并降低被针对的风险等。但集群对个体也有负面影响，比如同类的排泄物污染、觅食竞争、分配到个体的水氧气更低等等。
许多掠食者也演化出利用饲料鱼集群的天性反过来捕食它们的策略。比如海豚就会组成庞大的群体（有时候可以达到上万条）协作行动，像牧羊犬驱使羊群一样将沙丁鱼围追成一个个饵球或者赶入无处可逃的浅水区，然后轮流冲入鱼群内捕吞这些饲料鱼。许多海鸟则会在飞行中锁定饲料鱼群（特别是饵球）的位置，然后从几十米的空中垂直扎入水中潜水捕捉饲料鱼

### 觅食浮游生物

幼年鲱鱼捕食桡足类（慢镜头）

桡足类是海洋里最常见的浮游动物，也是饲料鱼最重要的食物来源之一。唯一能与桡足类相媲美的是南极磷虾，但桡足类更小、生长速度更快而且在海洋中的分布更均匀。桡足类的警惕性较强，有着较大的触角感受周围水流的变化，并可以在需要时可以短距离（几厘米）窜动躲避捕食者。
幼年的饲料鱼（比如鲱鱼）通常独自捕食（通常是从下向上偷袭）这些微小的甲壳动物，将鳃盖张开来防止张嘴时产生过强的水波。如果猎物的密度很高，饲料鱼通常会采用“跃捕”（ram feeding）的方式捕食，集群张着嘴在水中游动滤食。因为桡足类的警惕性较高，单一饲料鱼的捕食成年桡足类的成功率通常较低。

### 迁徙

鲱鱼群向着波罗的海的产卵地进行高速洄游的水下录像

冰岛毛鱗魚的迁徙路线

地转偏向力会使得海洋中形成大型的环状洋流，这些洋流在与海风引起的表面洋流以及海底山和大陆架边缘相互动后，会产生下沉流和上升流。上升流通常会将浮游生物所需的营养传送到海岸区域，并为饲料鱼提供非常富饶的觅食地；同时，大量聚集的饲料鱼还会吸引更大的掠食性鱼类前往觅食，这使得这些区域（比如秘鲁与智利沿海、阿拉伯海、南非西岸、新西兰东岸和加利福尼亚海岸）成为了非常有生产力的渔场。
饲料鱼通常会在产卵地、生长地和觅食地之间进行非常长距离的迁徙，路线通常呈三角形——比如一些鲱鱼就会在挪威南部产卵，在挪威北部成长，然后迁徙到冰岛觅食。而非洲好望角一线的沙丁鱼洄游更是极其壮观的迁徙行为，从生物量角度可以媲美东非的角马大迁徙。这些沙丁鱼的寿命只有两三年，在两岁时成鱼会在厄加勒斯角聚集并在春夏产卵，然后以成百上千个鱼群的形态向东面印度洋的亚热带水域进发，大的鱼群可以有7（4.3英里）长、1.5（0.93英里）宽和30（98英尺）高，大量的鲨鱼、海豚、金枪鱼、旗鱼、南非海狗甚至虎鲸都会在沿途的海岸聚集、尾随并抢食这些饲料鱼群。而留在产卵地的鱼卵则会随着非洲西南海岸的洋流向西北漂流，期间鱼卵孵化后长成鱼苗和幼鱼，等生长成熟后再聚群向南迁徙回到产卵地重复下一代的生命周期。
北大西洋和北冰洋的毛鳞鱼会到近岸水域产卵，在春夏组成庞大的迁徙鱼群到冰岛、格林兰岛和扬马延岛之间进食在冰架边缘的密集的浮游生物、磷虾和其它甲壳动物，迁徙过程受到洋流影响。在冰岛成熟的毛鳞鱼会在春夏大举向北迁徙，然后在九月到十一月之间进行返回迁徙，然后在十二月或一月到冰岛北部产卵。根据2009年发表的一年论文，冰岛的研究者利用相互作用粒子系统成功的越策了2008年毛鳞鱼的迁徙路线。

## 淡水种群
饲料鱼也会在较为开阔的淡水环境（比如湖泊、大型河流和湿地）内栖息，并作为食物链中下端的猎物为当地的掠食者（包括其它鱼类、水生爬行动物、水鸟和一些哺乳动物）提供食物。淡水饲料鱼通常体长不超过15（5.9英寸），是淡水中主要的鱼类。光是鲤科的米诺鱼（包括鲦鱼、铅鱼、美洲鱥、雅罗鱼等）就有超过50个物种。其它淡水饲料鱼包括亚口鱼、小鰕鳉、小鳞鲥、太阳鱼等，以及蜡鱼等一些溯河洄游品种。
|            |            |            |
| 金体美鳊   | 拉氏假鳃鳉 | 南方红腹鱼 |
|            |            |            |
| 焦氏尖头鱥 | 鲤鱼       | 芬塔西鲱   |

淡水环境中捕食饲料鱼的物种主要是其它掠食性的淡水鱼类，除此以外还有各种水生、半水生和陆生的两栖动物（比如墨西哥钝口螈）、爬行动物（比如鳄类、龟类和一些水蛇）、水鸟（主要是游禽、大中型涉禽和翠鸟）、哺乳动物（比如水獭、渔猫、水鼬、淡水豚、牛头犬蝠等）甚至一些较大的水生昆虫（比如大龙虱）。
因为内陆的淡水水系与人类栖息密切相关，人类活动造成的环境冲击（比如水污染、富营养化水华、航运、填湖等）也更容易影响到淡水饲料鱼，一些商业捕鱼活动也会兼捕到许多饲料鱼，其中一些具有破坏性的非法捕鱼方式（比如电鱼、炸鱼、毒鱼）更是会严重影响到饲料鱼群的繁衍和生存。除此之外，因为许多淡水饲料鱼的天敌是休闲捕鱼活动中颇受欢迎的游钓鱼，因此许多钓鱼者会预先使用渔网捕捉饲料鱼作为饵鱼，饲料鱼的数量变化也会影响到游钓资源。
|      |          |          |
| 溪鳟 | 黑莓鲈   | 褐鳟     |
|      |          |          |
| 虹鳟 | 大口黑鲈 | 美洲河鲇 |

## 饲料鱼场

### 历史

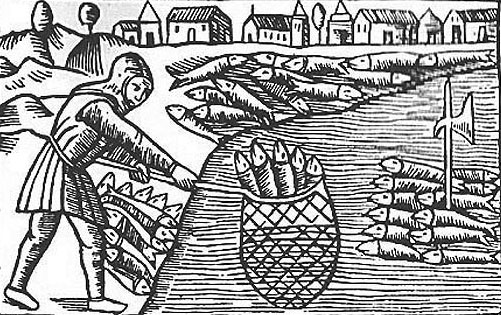
中世纪时期在斯科讷的鲱鱼捕捞（1555年）

鲱鱼至少在公元前3000年就被人类用作主食。在古罗马，鳀鱼是用来发酵制作鱼酱的主要食料，并成批量生产并运行到远处销售。在现今克罗地亚、后属威尼斯共和国的达尔马提亚和伊斯特拉半岛的亚得里亚海畔地区，使用拉丁帆船（lateen）捕捞沙丁鱼的传统已经持续了数千年，并且是现代旅游和节日的重头戏。
在英格兰康沃尔郡，沙丁鱼的捕捞和加工在1750～1880年间达到鼎盛，但随后种群数量崩垮再也没能恢复。当年曾一时繁盛的渔业在许多维多利亚时期的艺术品中都可以看到。

### 现今

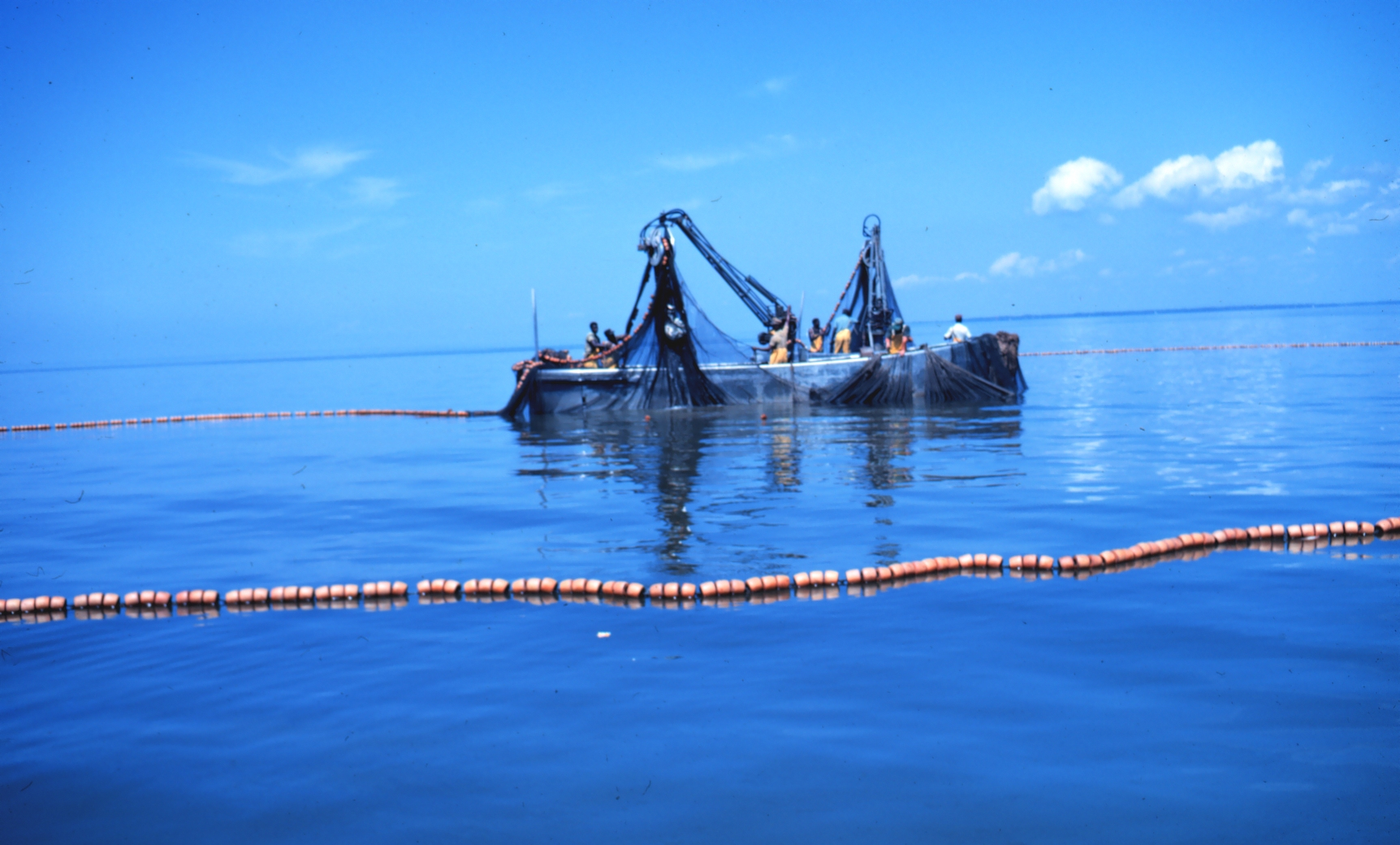
渔船用围网捕捞大鳞油鲱

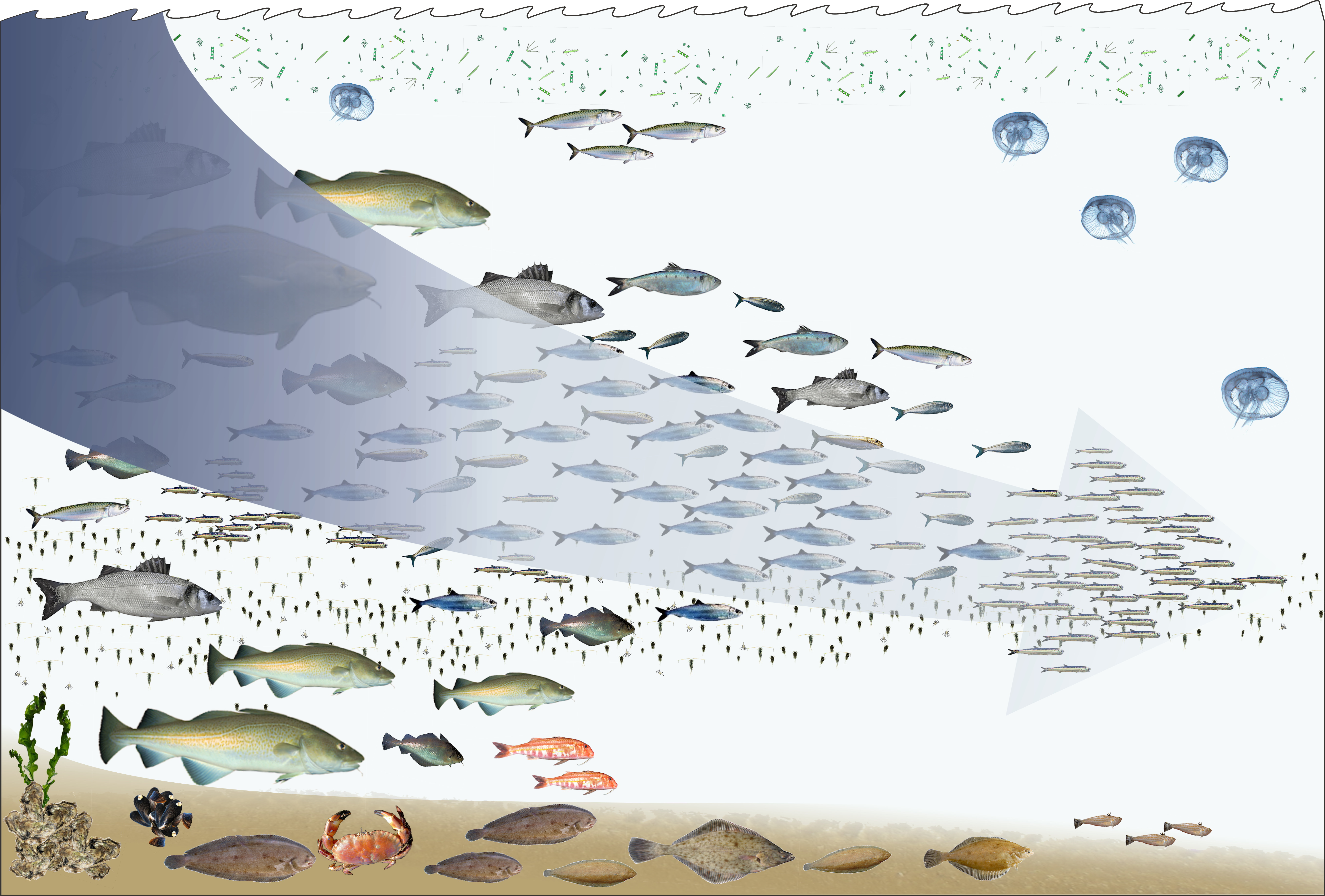
随着食物链上端的大鱼被消耗殆尽，渔业的捕获也开始趋向食物网中下层的物种——即所谓的“降级捕捞”

传统的商业捕捞通常针对市价较高、个体肉量较多的海洋掠食者（比如鳕鱼、平鲉和金枪鱼），而不太注重饲料鱼。随着渔业技术进步带来的效率提升，许多食物网上层捕食者的数量锐减，以至于整个渔业不得不开始“降级捕捞”食物网中位置更低的物种（fishing down the food web）。
在过去，捕捞饲料鱼因为个体小较难捕捉，而且市场有限，很难做到赢利，但工业化捕鱼技术使得大量捕捞饲料鱼成为可能，而现今的饲料鱼捕捞主要由少数大型渔业集团垄断。面对现代化的捕鱼工具，饲料鱼种群很容易受到严重冲击。饲料鱼通常在开放水域的浅水区游弋，很容易被鱼群探测仪、航空器和无人机发现。一旦被锁定，工业化的捕鱼工具（比如围网）几乎可以将整个鱼群一网打尽。
饲料鱼的产卵洄游路线也很容易被预测。许多商业捕鱼者会预先在饲料鱼繁殖的水域布置作业，往往在鱼还没有产卵前就将其捕捞，对种群繁衍造成釜底抽薪的打击。在饲料鱼繁殖时将其捕捞也会严重打击其它动物——许多以鱼群为食的捕食者（比如鲸类、金枪鱼和鲨鱼），也会随着饲料鱼群的活动模式而进行相应的长途迁徙，许多捕食者甚至繁衍都依赖能够找到饲料鱼群为幼崽提供食源。但面对人类的捕鱼竞争，这些动物无论如何演化都无法媲美现代工业化捕鱼的效率，因此永远是输家面临濒危甚至灭绝的威胁。
总体来说，饲料鱼占据了每年全球渔获总量的37%（约3150万吨），但因为饲料鱼的种类数比高价值的掠食鱼要少，因此单品种饲料鱼的渔获量其实非常大。全世界前十名的渔场中就有七个主要针对饲料鱼。2005年光是鲱鱼、沙丁鱼和鳀鱼三种饲料鱼的世界总补货量就有2240万吨，占全世界总渔获的24%。秘鲁鳀的渔业目前是世界上规模最大的（2004年有1070万吨），而白令海黄线狭鳕的渔业规模是世界上单一物种最大的（越300万吨）。但狭鳕的生物量在近年来开始下滑，对白令海的生态系统和商业资源都是严重问题，美国国家海洋和大气管理局（NOAA）在2008年的声呐调查发现狭鳕的种群数量几乎降到了之前一年的一半，一些科学家因此担心狭鳕会重蹈大西洋鳕衰竭的覆辙。当地以狭鳕为食的太平洋鲑、大比目鱼、北海狮、海狗和座头鲸等水生动物也会因此受到牵连。

### 动物饲料

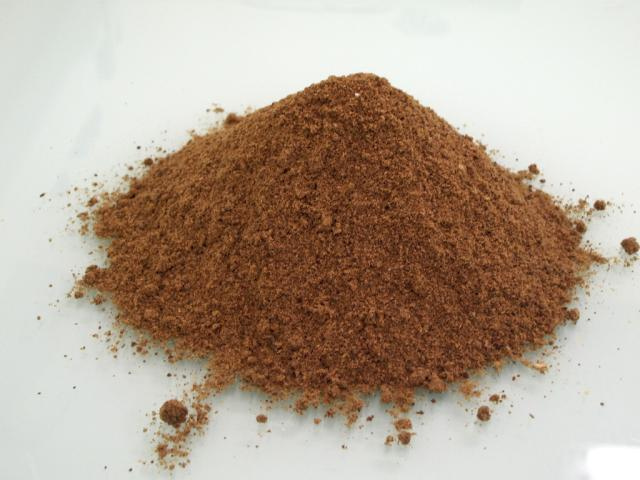
鱼粉

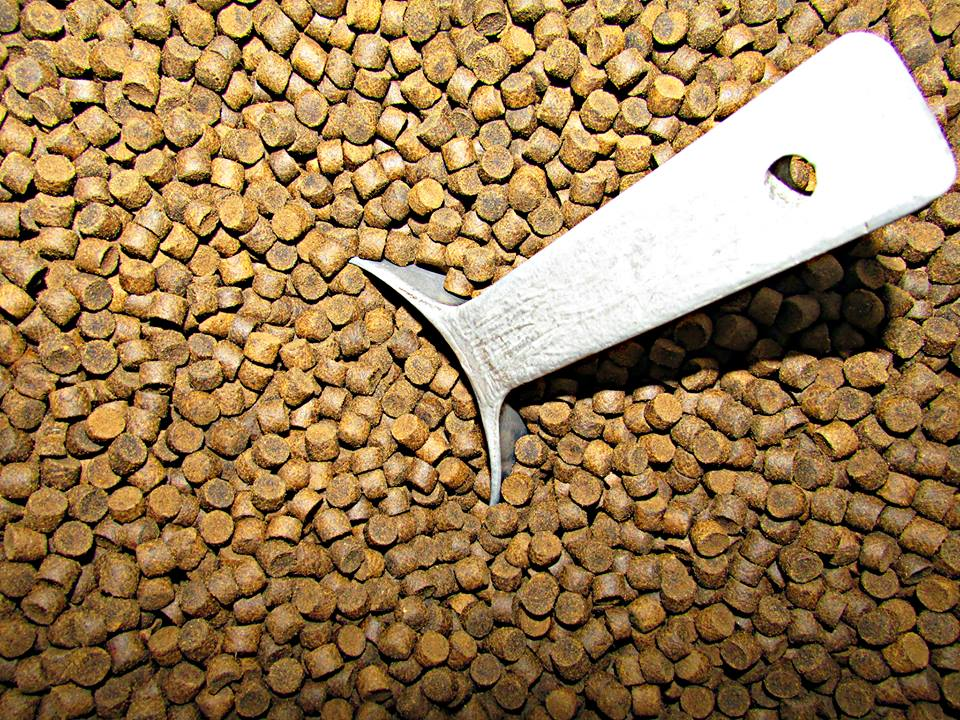
用鱼粉、鱼油和谷物制成的用来喂养水产的鱼食

因为饲料鱼富含有益健康的长链ω-3脂肪酸，被捕捉的野生饲料鱼中八成都被养殖业用来生产动物饲料，其中90%会被生产成为鱼粉和鱼油，46%被用来养殖水产品、24%用来养猪、22%用来养鸡。在美国，光是喂养家猪和家禽的饲料鱼重量就是整个美国市场上海鲜消耗量的六倍。因为养殖业对饲料鱼的依赖度太大，现今已经开始有研究试图直接从浮游藻（饲料鱼体内养分的最初源头）中提取脂肪酸和氨基酸作为替代。
根据2008年的一份讲究，全球的猫食产业每年还会额外消耗250万吨的饲料鱼渔获量。在澳大利亚，宠物猫每年会吃掉13.7（30英磅）的鱼料，超过了澳大利亚人均食用的11（24英磅）。宠物食品产业为了应对原材料压力，已经开始增加利用水产食品加工的副产品（比如鱼柳切剩下的碎肉）。
国际鱼粉与鱼油组织（International Fishmeal and Fish Oil Organisation，简称IFFO）使用“饲料鱼依存率”（Forage Fish Dependency Ratio，简称FFDR）作为量化描述水产养殖饲料中野生鱼使用比例与养殖鱼产量之间联系的概念机制。同样的野生鱼原材料，鱼粉的产量比鱼油的产量高，大约占整个原材料的24%；鱼油产量随着鱼品种而变化，但是对于那些EPA和DHA（二者是鲑鱼养殖饲料所需的）含量相对较高的品种（比如秘鲁鳀）来说，产出值估计占到总原材料数量的5%。产出值、鱼粉鱼油在饲料中的含量值以及现场的饲料转化率（Feed Conversion Ratio，简称FCR）可能会被用来估算所需的饲料鱼原料总数。

### 环境问题
“我们周围的海洋”（Sea Around Us）项目在2008年完成的一个为期九年的研究项目发现：
|  | 1. 过去50年饲料鱼渔场的捕获成分已经改变，而过去20年用作鱼粉的饲料鱼营养级在增加； 2. 现今对饲料鱼在海洋生态系统中扮演的角色、以及捕鱼对种群冲击程度的了解还十分有限； 3. 饲料鱼的渔获在1970年代达到巅峰，而即使对渔场进行可持续性管理，未来重现这种高资源量的可能性也非常渺茫； 4. 海鸟和海洋哺乳动物对饲料鱼的消耗除了少数地区外不太可能造成渔场担忧，但减少渔场内小型远洋鱼的生物量却可以对这些捕食者造成威胁，特别是那些之前已经被人类过度捕杀过的物种； 5. 过去20年人类食用的饲料鱼品种状况在改变； 6. 水产养殖业对鱼粉和鱼油的消耗在持续增加。 |

2015年，美国西岸的沙丁鱼数量锐减，导致渔场不得不提前关闭并且在之后的2015～2016渔期也维持禁渔。鱼群数量崩溃的主要原因是因水产养殖和营养补充品市场的需求导致的过度捕捞。为了缓解人类消耗对饲料鱼种群的生态压力，世界银行伙同亚利桑那大学、蒙特雷湾水族馆和新英格兰水族馆一起赞助了一个称为“无鱼饲料挑战”（Fish-Free Feed Challenge，简称F3 Challenge）的比赛，悬赏20万美元奖励最能够研发出不用鱼料生产饲料的生产商。